# لیزا فون لوبک (کشتی)
لیزا فون لوبک (کشتی) (به انگلیسی: Lisa von Lübeck) یک کشتی است که طول آن ۳۶ متر (۱۱۸ فوت) می‌باشد. این کشتی در سال ۲۰۰۴ ساخته شد.